# Frankie Andreu
Pour les articles homonymes, voir Andreu.
Frankie Andreu, né le 26 septembre 1966 à Dearborn, est un coureur cycliste américain. Professionnel de 1989 à 2000. Il a été coéquipier de Lance Armstrong au sein des équipes Motorola, Cofidis et US Postal Service, et a participé aux deux premières de sept victoires au Tour de France, en 1999 et 2000. Depuis 2000, il est directeur sportif d'équipes cyclistes. En 2010, il exerce cette fonction dans l'équipe continentale américaine Kenda-Gear Grinder devenue par la suite Kenda-5 Hour Energy puis 5 Hour Energy.

## Biographie

### Carrière professionnelle
Il commence sa carrière sur la piste, gagnant le Championnat Junior de 1984 à Trexlertown en Pennsylvanie. En 1985, il obtient la première place du madison pendant les championnats nationaux à Indianapolis, et se classe second dans la course aux points et la poursuite par équipes. En 1988, Andreu se qualifie pour représenter les États-Unis aux Jeux olympiques de Séoul, où il finit huitième de la course à points.
Andreu abandonne la piste pour se convertir à la route après avoir signé un contrat avec 7-Eleven en 1989 où il a l'occasion de participer au Tour d'Italie. En 1990, il s'adjuge la deuxième place du classement général de l'International Cycling Classic derrière l'Italien Roberto Gaggioli, après avoir raflé deux étapes au passage. L'année suivante, il enregistre deux places de huitième lors de grandes courses, soit la classique Paris-Tours et la course à étapes Tour d'Andalousie. Il prend deux autres top dix lors des deux années suivantes en faisant septième à la classique Belge Het Volk (maintenant appelée Omloop Het Nieuwsblad) en 1993 et neuvième de  Paris-Roubaix en 1994. Cette même année, il remporte le classement général de la West Virginia Classic aux États-Unis de même que deux étapes. Il ajoute à son palmarès une étape du Tour de Pologne. Lors de la dernière étape du Tour de France, il fait partie d'un groupe de quatre coureurs échappés que le peloton ne parvient pas à rattraper. Il attaque à 1 500 mètres de l'arrivée puis est rattrapé et doublé par Eddy Seigneur, qui gagne l'étape sur les Champs-Élysées. Andreu prend la deuxième place. En 1995, Andreu tente de défendre son titre de vainqueur à la West Virginia Classic, mais termine deuxième derrière son coéquipier de Motorola Lance Armstrong. Il décroche néanmoins la victoire lors de la première étape.
Il obtient un bon résultat aux Jeux olympiques d'Atlanta, manquant le podium de peu avec une quatrième place devant le Français Richard Virenque. Il réussit également quelques places de second lors d'étapes du Tour de France, soit en 1993, 1994 et 1999.
Il est reconnu comme étant un excellent équipier aidant ses leaders lors de grandes courses, comme le Tour de France.

### Dopage
Dans le cadre d'une entrevue avec le New York Times en septembre 2006, Andreu admet avoir utilisé de l'EPO afin de se préparer au Tour de France 1999, quand il évoluait pour son leader Lance Armstrong au sein de l'US Postal. Andreu relate avoir eu un premier contact avec le dopage en 1995 alors qu'il faisait partie de l'équipe Motorola.

### Témoignages contre Armstrong
En 2006, Andreu et son épouse Betsy ont témoigné sous serment qu'ils étaient dans une salle d'hôpital avec Lance Armstrong en 1996 lorsqu'un médecin lui posa la question : « Avez-vous déjà consommé des produits dopants ? » Armstrong a répliqué qu'il a utilisé lors de sa carrière de la cortisone, de la testostérone, de l'hormone de croissance et de l'EPO. Le témoignage des Andreu devait demeurer confidentiel et fait partie de la poursuite intentée par Armstrong aux assureurs SCA Promotions. Ces derniers ne voulaient pas payer le bonus de 5 millions $US dû à Armstrong pour sa victoire sur le Tour de France 2004 car ils soupçonnaient que l'Américain était dopé. SCA Promotions a finalement perdu la poursuite en arbitrage en 2006. Cette même année, le témoignage des Andreu a été publié par Pierre Ballester et David Walsh dans leur livre L. A. Officiel.
Au cours des années suivantes, Betsy Andreu soutient qu'elle est certaine d'avoir entendu les paroles d'Armstrong avouant qu'il s'était dopé à ses médecins. Elle est alors victime d'intimidation de la part des associés de Lance. Elle reçoit notamment d'inquiétants messages sur son répondeur laissés par la représentante d'Oakley auprès d'Armstrong, Stéphanie Mcllvain. Un d'entre eux dit « J'espère que quelqu'un va casser une batte de baseball sur ta tête (I hope someone breaks a baseball bat over your head) [...] J'espère que tu vas avoir de l'adversité dans ta vie (I hope you suffer some adversity in your life) [...] Tu es une pute (You're a bitch) »,. Ces messages font maintenant partie de la 'décision raisonnée' de l'USADA. En 2012, peu avant la décision de l'UCI de déchoir Armstrong de ses titres, une partie des témoignages vidéos de l'affaire SCA Promotions sont relâchés au public par la chaîne Australienne ABC. Le tout fait partie d'un documentaire réalisé à propos de la chute de l'athlète Américain, The World According to Lance.

## Palmarès sur route
| - 1984 - 3e du championnat des États-Unis sur route juniors - 1988 - Pepsi Series - 1990 - Hamilton Classic - 12e et 14e étape de l'International Cycling Classic - 3e étape du Tour of Palm Springs - 2e de l'International Cycling Classic - 3e du Tour of Palm Springs - 1991 - 8e de Paris-Tours - 1994 - West Virginia Classic : - Classement général - 1re et 2e étapes - 7e étape du Tour de Pologne - 9e de Paris-Roubaix | - 1995 - 1re étape de la West Virginia Classic - 2e de la West Virginia Classic - 1996 - 4e de la course en ligne aux Jeux olympiques - 1997 - Prix de la Mi-août - 1998 - Commerce Bank Lancaster Classic - 5e étape du Tour de Luxembourg - 2000 - 8e de Paris-Nice |  |

## Résultats sur les grands tours

### Tour de France
9 participations
- 1992 : 110e
- 1993 : 89e
- 1994 : 89e
- 1995 : 82e
- 1996 : 111e
- 1997 : 79e
- 1998 : 58e
- 1999 : 65e
- 2000 : 110e

### Tour d'Italie
1 participation
- 1990 : 136e

### Tour d'Espagne
3 participations
- 1995 : abandon (16e étape)
- 1997 : abandon (4e étape)
- 1999 : 88e

## Palmarès sur piste

### Jeux olympiques
- Séoul 1988
  - 8e de la course aux points

### Championnats des États-Unis
- 1984
  -  Champion des États-Unis de poursuite juniors
- 1986
  -  Champion des États-Unis de poursuite par équipes (avec Leonard Nitz, Steve Hegg et Dave Lettieri (en))